# 2de Oscaruitreiking
De 2de Oscaruitreiking, waarbij prijzen werden uitgereikt aan de beste prestaties in films uitgebracht tussen 1 augustus 1928 en 31 juli 1929, vond plaats op 3 april 1930 in het Ambassador Hotel in Los Angeles. De ceremonie werd gepresenteerd door William C. DeMille, de voorzitter van de Academy of Motion Picture Arts and Sciences.
De grote winnaar van de avond was The Broadway Melody, met in totaal drie nominaties en een Oscar.

## Winnaars en genomineerden

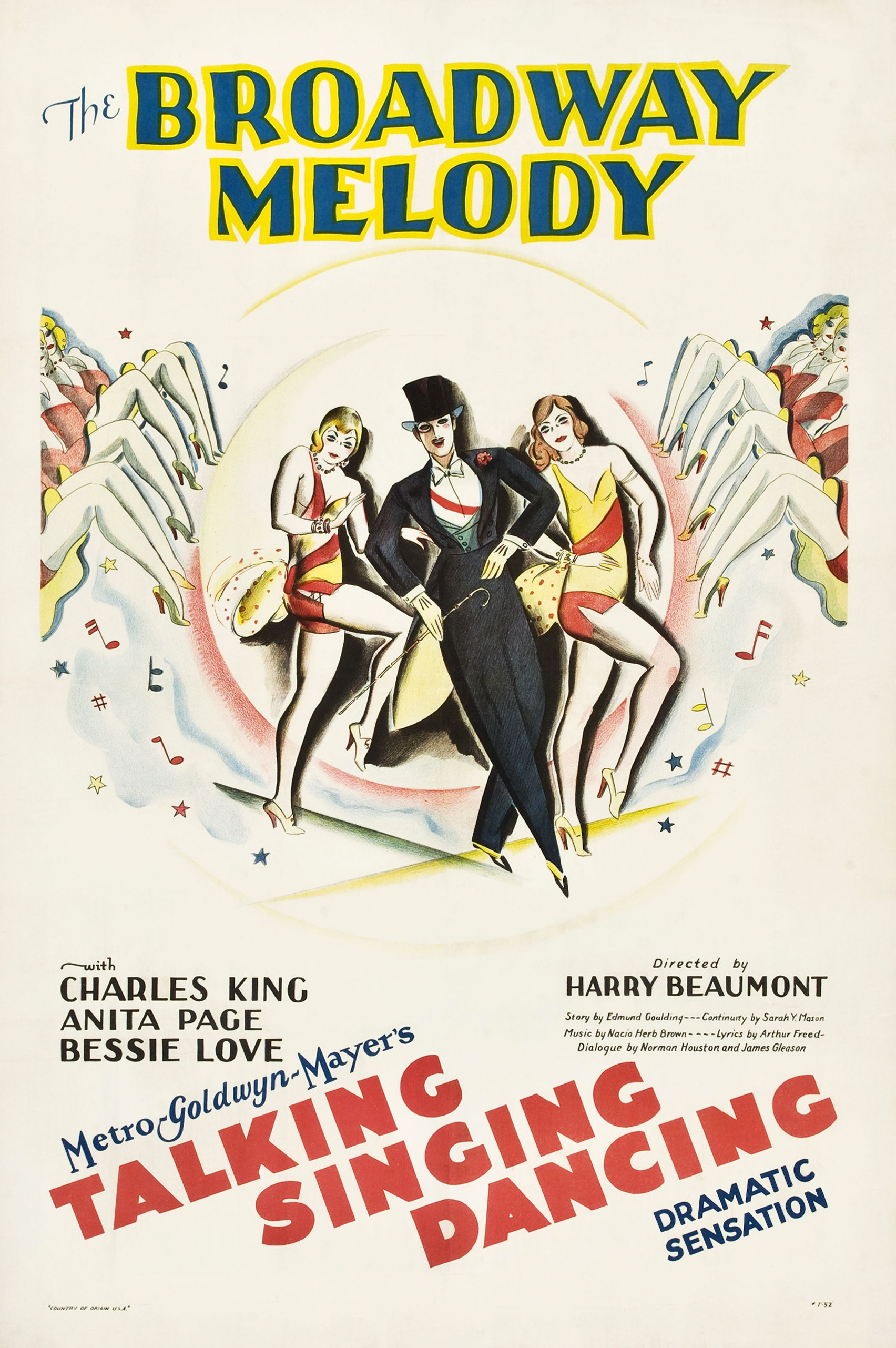
Poster The Broadway Melody, beste film

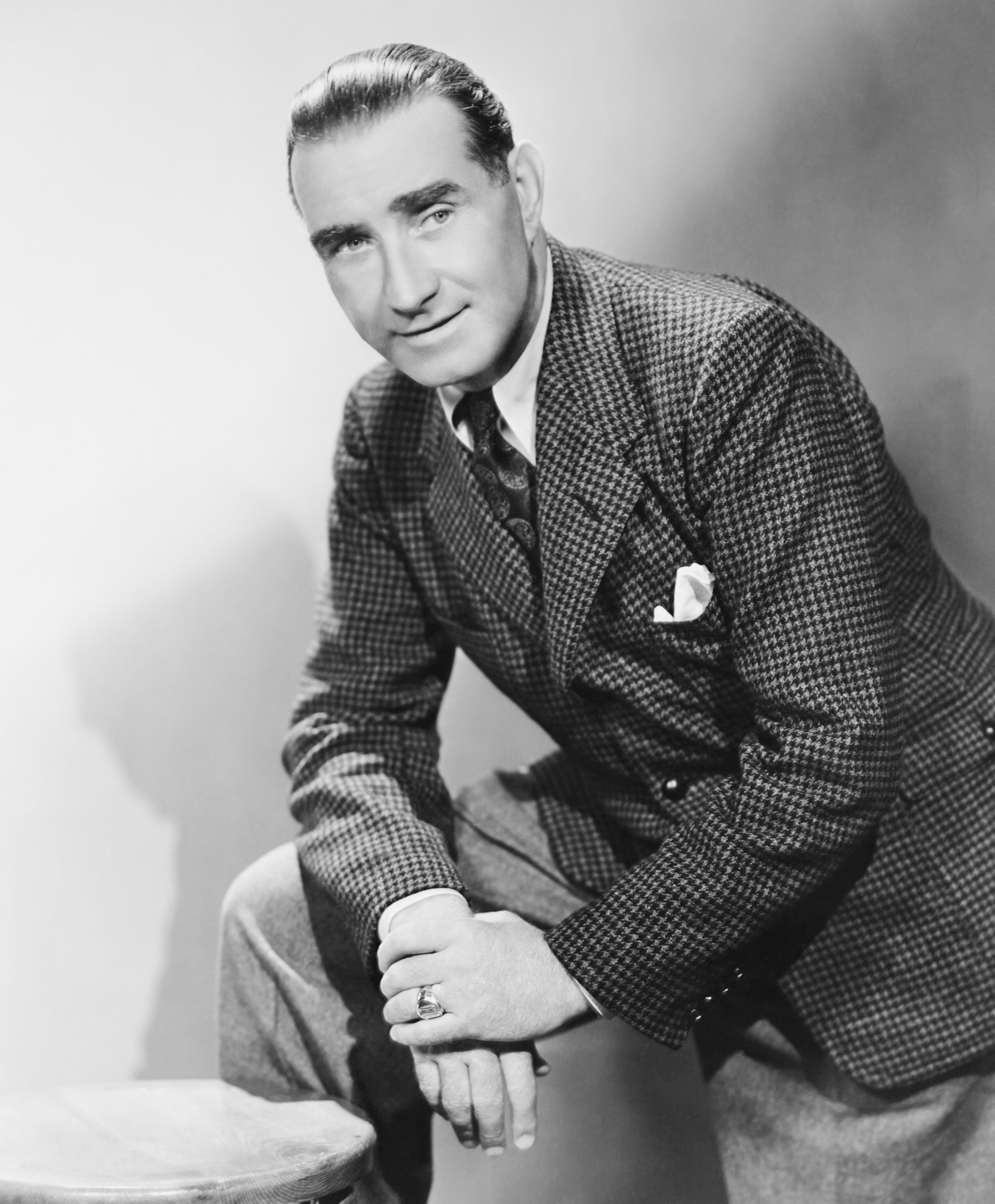
Frank Lloyd, beste regisseur

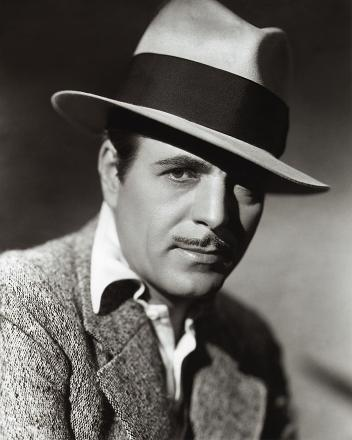
Warner Baxter, beste acteur

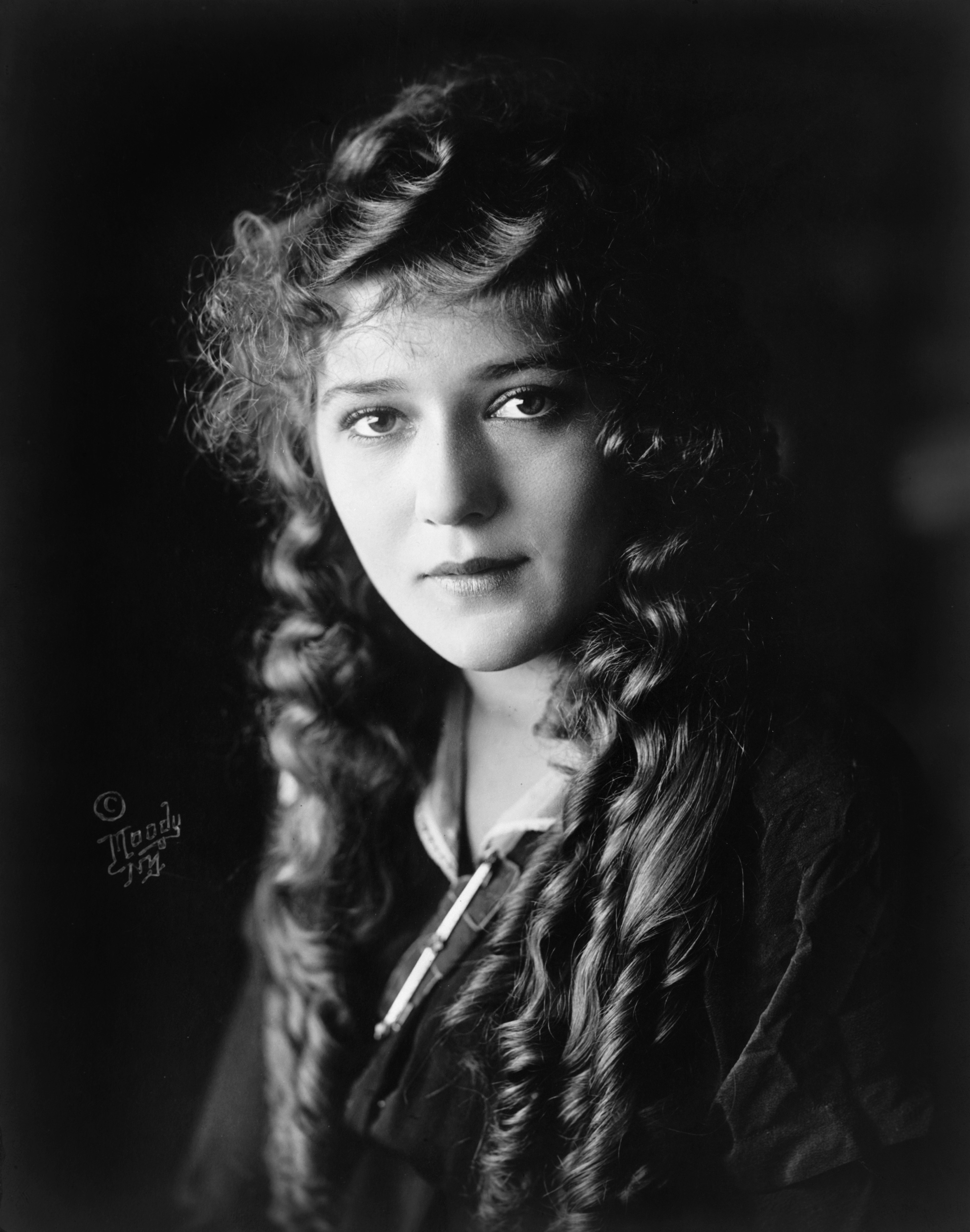
Mary Pickford, beste actrice

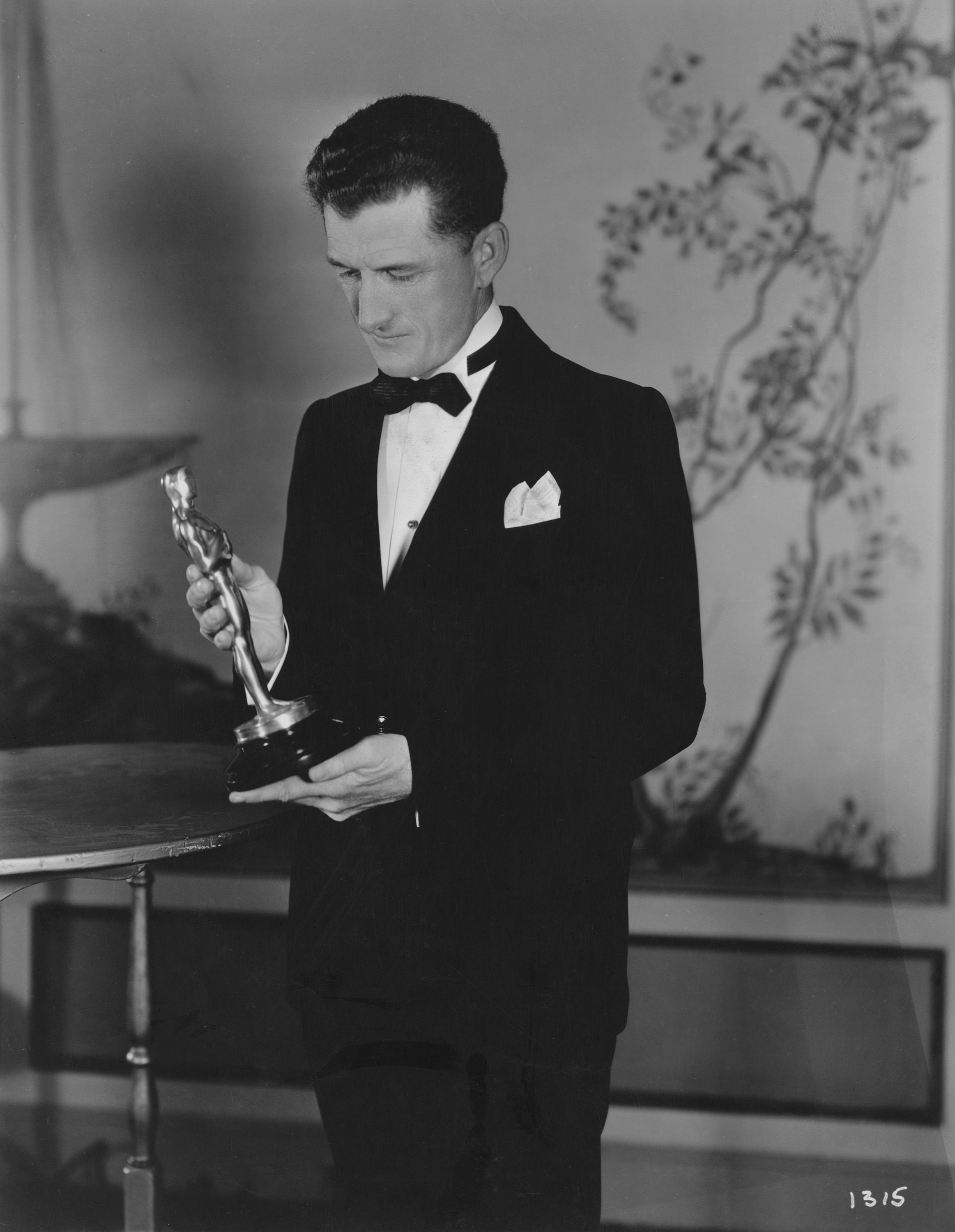
Clyde De Vinna, beste camerawerk

De winnaars staan bovenaan in vet lettertype.

#### Beste film
- The Broadway Melody - Metro-Goldwyn-Mayer
  - Alibi - Feature Productions
  - Hollywood Revue - Metro-Goldwyn-Mayer
  - In Old Arizona - Fox
  - The Patriot - Paramount Famous Lasky

#### Beste regisseur
- Frank Lloyd - The Divine Lady
  - Lionel Barrymore - Madame X
  - Harry Beaumont - The Broadway Melody
  - Irving Cummings - In Old Arizona
  - Frank Lloyd - Drag
  - Frank Lloyd - Weary River
  - Ernst Lubitsch - The Patriot

#### Beste acteur
- Warner Baxter - In Old Arizona
  - George Bancroft - Thunderbolt
  - Chester Morris - Alibi
  - Paul Muni - The Valiant
  - Lewis Stone - The Patriot

#### Beste actrice
- Mary Pickford - Coquette
  - Ruth Chatterton - Madame X
  - Betty Compson - The Barker
  - Jeanne Eagels - The Letter
  - Corinne Griffith - The Divine Lady
  - Bessie Love - The Broadway Melody

#### Beste scenario
- The Patriot - Hanns Kräly
  - The Cop - Elliot Clawson
  - In Old Arizona - Tom Barry
  - The Last of Mrs. Cheyney - Hanns Kräly
  - The Leatherneck - Elliot Clawson
  - Our Dancing Daughters - Josephine Lovett
  - Sal of Singapore - Elliot Clawson
  - Skyscraper - Elliot Clawson
  - The Valiant - Tom Barry
  - A Woman of Affairs - Bess Meredyth
  - Wonder of Women - Bess Meredyth

#### Beste camerawerk
- White Shadows in the South Seas - Clyde De Vinna
  - Four Devils - Ernest Palmer
  - The Divine Lady - John Seitz
  - In Old Arizona - Arthur Edeson
  - Our Dancing Daughters - George Barnes
  - Street Angel - Ernest Palmer

#### Beste artdirection
- The Bridge of San Luis Rey - Cedric Gibbons
  - Alibi - William Cameron Menzies
  - The Awakening - William Cameron Menzies
  - Dynamite - Mitchell Leisen
  - The Patriot - Hans Dreier
  - Street Angel - Harry Oliver

## Films met meerdere nominaties
De volgende films ontvingen meerdere nominaties:
| Nominaties | Film                  | Awards |
| ---------- | --------------------- | ------ |
| 5          | In Old Arizona        | 1      |
| 5          | The Patriot           | 1      |
| 3          | Alibi                 |        |
| 3          | The Broadway Melody   | 1      |
| 3          | The Divine Lady       | 1      |
| 2          | Madame X              |        |
| 2          | Our Dancing Daughters |        |
| 2          | Street Angel          |        |
| 2          | The Valiant           |        |